# Formazione dei Duran Duran
Di seguito è riportata la formazione dei Duran Duran a decorrere dall'inizio della fondazione del gruppo.

## Formazioni definitive

### 1981-1986
- Simon Le Bon - Cantante - Bushey, Gran Bretagna, 27 ottobre 1958
- Nick Rhodes - Tastiere - Birmingham, Gran Bretagna, 8 giugno 1962
- Andy Taylor - Chitarra - Newcastle, Gran Bretagna, 16 febbraio 1961
- John Taylor - Basso - Birmingham, Gran Bretagna, 20 giugno 1960
- Roger Taylor - Batteria - Birmingham, Gran Bretagna, 26 aprile 1960

Album: Duran Duran (1981), Rio (1982) , Seven and the Ragged Tiger (1983)

### 1986-1988
- Simon Le Bon - Cantante
- Nick Rhodes - Tastiere
- John Taylor - Basso

Album: Notorious (1986), Big Thing (1988)

### 1989-1991
- Simon Le Bon - Cantante
- Nick Rhodes - Tastiere
- John Taylor - Basso
- Warren Cuccurullo - Chitarra - Brooklyn, U.S.A., 8 dicembre 1956
- Sterling Campbell - Batteria - New York, U.S.A., 3 maggio 1964

Album: Liberty (1990)

### 1991-1997
- Simon Le Bon - Cantante
- Nick Rhodes - Tastiere
- John Taylor - Basso
- Warren Cuccurullo - Chitarra

Album: Duran Duran (1993), Thank You (1995)

### 1997-2001
- Simon Le Bon - Cantante
- Nick Rhodes - Tastiere
- Warren Cuccurullo - Chitarra, Basso

Album: Medazzaland (1997), Pop Trash (2000)

### 2001-2006
- Simon Le Bon - Cantante
- Nick Rhodes - Tastiere
- Andy Taylor - Chitarra
- John Taylor - Basso
- Roger Taylor - Batteria

Album: Astronaut (2004)

### Dall'anno 2006
- Simon Le Bon - Cantante
- Nick Rhodes - Tastiere
- John Taylor - Basso
- Roger Taylor - Batteria

Album: Red Carpet Massacre (2007), All You Need Is Now (2010), Paper Gods (2015), Future Past (2021), Danse Macabre (2023)

## Formazioni temporanee

### 1978
- Nick Rhodes (Tastiere), John Taylor (Chitarra), Stephen Duffy (Cantante, Basso)

Registrazioni: nessuna

### 1978-79
- Nick Rhodes (Tastiere), John Taylor (Chitarra), Stephen Duffy (Cantante, Batteria), Simon Colley (Basso)

Registrazioni: nessuna

### 1979
- Nick Rhodes (Tastiere), John Taylor (Basso), Andy Wickett (Cantante), Alan Curtis (Chitarra)

Registrazioni: 4 canzoni per un demotape
- Nick Rhodes (Tastiere), John Taylor (Basso), Andy Wickett (Cantante), Roger Taylor (Batteria), Alan Curtis (Chitarra)

Registrazioni: nessuna

### 1979-80
- Nick Rhodes (Tastiere), John Taylor (Basso), Roger Taylor (Batteria), Alan Curtis (Chitarra), Jeff Thomas (Cantante)

Registrazioni: 4 canzoni per un demotape
1980
- Nick Rhodes (Tastiere), John Taylor (Basso), Roger Taylor (Batteria), Andy Taylor (Chitarra), Oliver Guy Watts (Cantante)

Registrazioni: nessuna

### 1987
- Nick Rhodes (Tastiere), John Taylor (Basso), Andy Taylor (Chitarra), Simon LeBon (Cantante)

Registrazioni: 4 canzoni dell'album Notorious

### 1995
- Nick Rhodes (Tastiere), John Taylor (Basso), Simon LeBon (Cantante), Warren Cuccurullo (Chitarra), Roger Taylor (Batteria)

Registrazioni: 4 canzoni per l'album Thank You, sebbene soltanto 2 di esse siano state effettivamente incluse nell'album.

### 1997
- Nick Rhodes (Tastiere), John Taylor (Basso), Simon LeBon (Cantante), Warren Cuccurullo (Chitarra)

Registrazioni: 3 canzoni dell'album Medazzaland

### 2006
- Nick Rhodes (Tastiere), John Taylor (Basso), Andy Taylor (Chitarra), Roger Taylor(Batteria), Simon LeBon (Cantante)

Registrazioni: Una quindicina di canzoni per Reportage, titolo di lavoro per quello che poi sarebbe diventato Red Carpet Massacre. Questo materiale è stato definitivamente accantonato in seguito al divorzio del gruppo da Andy Taylor.